# Tom Harkin

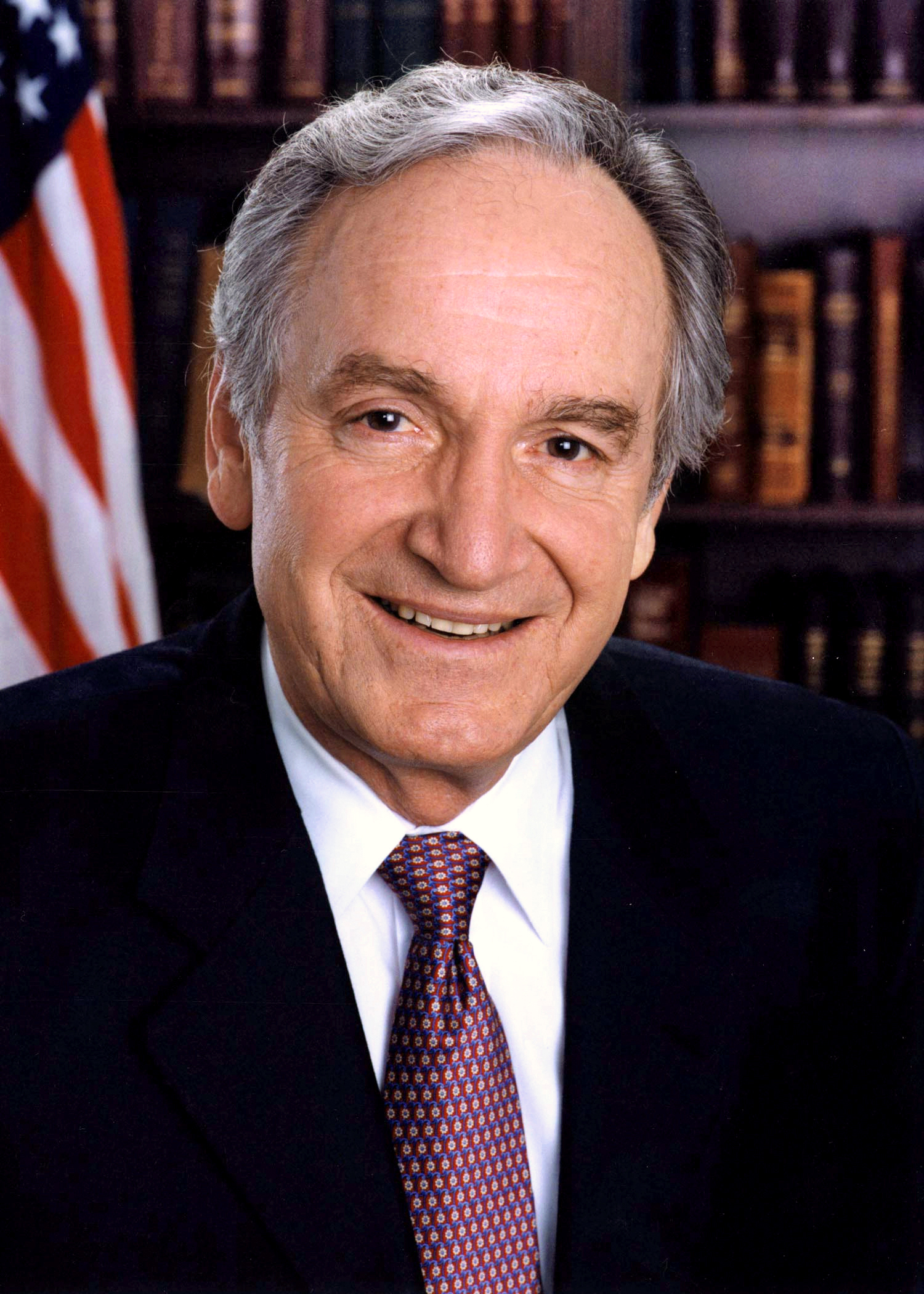
Tom Harkin (um 2005)

Thomas Richard „Tom“ Harkin (* 19. November 1939 in Cumming, Warren County, Iowa) ist ein US-amerikanischer Politiker der Demokratischen Partei. Er vertrat von 1985 bis 2015 den Bundesstaat Iowa im US-Senat.

## Leben
Harkin arbeitete als Anwalt, bevor er 1974 erstmals in das Repräsentantenhaus der Vereinigten Staaten gewählt wurde. Er gehörte der Parlamentskammer bis 1984 an; anschließend war er von 1985 bis 2015 Senator für Iowa. 1992 bewarb er sich als Präsidentschaftskandidat, verlor aber die Nominierung seiner Partei gegen Bill Clinton, den er später langjährig loyal unterstützte. Er profilierte sich als Fürsprecher von Menschen mit Behinderungen und beeinflusste die Gesetzgebung in diesem Bereich entscheidend.
1999 führte Harkin eine US-Delegation in Osttimor, die die Vorbereitungen zum Unabhängigkeitsreferendum in Osttimor am 30. August 1999 beobachten sollte. Als es wenige Tage vor der Abstimmung in Maliana und Suai zu Übergriffen kam, beschwerte sich Harkin in einem wütenden Bericht beim indonesischen Präsident Habibie, so dass drei führende indonesische Offiziere ausgetauscht wurden.
2001 initiierte er zusammen mit Eliot Engel das sogenannte Harkin-Engel-Protokoll, eine freiwillige Selbstverpflichtung der Schokoladenindustrie um die schlimmsten Formen der Kinderarbeit in der Kakaoindustrie zu beenden.
Harkin gilt als Befürworter einer liberalen Abtreibungsregelung und unterstützt Aufklärungsprojekte zur Vermeidung von Teenager-Schwangerschaften. Er stimmte im März 2006 gegen die Verlängerung des USA PATRIOT Act. Im Juli 2006 fiel Harkin durch eine Rede als Antwort auf das Veto von George W. Bush gegen ein Gesetz zur Stammzellenforschung auf. Harkin gilt als Unterstützer der Stammzellenforschung.
Im Januar 2013 erklärte Harkin, sich bei der Senatswahl 2014 nicht erneut um sein Mandat bewerben zu wollen. Im Januar 2015 löste ihn die bei der Wahl siegreiche Republikanerin Joni Ernst ab.
2015 wurde Harkin die Medaille des Ordem de Timor-Leste verliehen.

## Persönliches
Harkins Vater arbeitete in einem Kohlebergwerk, seine Mutter starb, als er zehn Jahre alt war. Er ist seit 1968 verheiratet und hat zwei Töchter.